# مارتین استمپر
مارتین استامپر (انگلیسی: Martin Stamper؛ متولد ۲۱ اوت ۱۹۸۶) یک تکواندوکار انگلیسی است. استمپر در مسابقات قهرمانی تکواندو جهان ۲۰۱۱ برنده مدال برنز شد. او همچنین در بازی‌های المپیک تابستانی ۲۰۱۲ شرکت کرد و به مرحله نیمه نهایی رسید. وی در مسابقه رده‌بندی مقابل روح‌الله نیکپا از افغانستان شکست خورد و در پایان در جایگاه پنجم قرار گرفت.
وی در لیورپول انگلیس متولد شد.